# Заповідник Академічний степ
Заповідник «Академічний (Карлівський) степ» — один із перших державних заповідників республіканського значення, які діяли в Україні у 1920-1930-х роках. Перебував у складі ВУАН (Всеукраїнська академія наук). Розташований у Полтавській області, поблизу м. Карлівка. Має статус заповідника місцевого значення. Площа заповідника — 154 га.

## Організація заповідника «Академічний степ»
У 1914 р. Полтавська земська управа вела перемовини з великим землевласником (імовірно, з герцогами Мекленбург-Стрілицькими) про виділення заповідної ділянки степу в районі с. Карлівка.
У 1919 р. полтавським активістам за підтримки Полтавського краєзнавчого музею вдалося вирішити питання про «заповідання цілинного степу біля Карлівки».
Заповідник місцевого значення Карлівський — степ площею 154 га, організований у 1922 р. Заповідник мав одну з останніх в Україні ділянок квіткових степів — тут рясно цвів воронець. До революції степ використовувався під випас овець. У 1925 р. Полтавське окрземуправління передало заповідник у ведення Всеукраїнської Академії наук. За іншими даними він був заповіданий у 1920 р., коли Карлівський цукровий завод передав ВУАН 200 десятини (218 га) цілинного степу. З часом його площу було скорочено до 154 десятини (168 га).

## Діяльність заповідника
Наприкінці 1920-х років «Академічний степ» досліджував ботанік, член Українського комітету охорони пам'яток природи, С. О. Іллічевський. На жаль, ВУАН практично не охороняла заповідник (хоча між ВУАН і Полтавським музеєм був договір про охорону), і поступово місцеві господарства розорали частину його території. До кінця 20-х років заповідна площа скоротилася. Професор М. В. Шарлемань у статті «ВУАН не використовує своїх заповідників!» критикував ВУАН за байдуже ставлення до своїх заповідників, у тому числі до заповідника «Академічний степ».
У складні часи репресій 1937 р. С. О. Іллічевський обстежував заповідні ділянки Полтавської області (Парасоцький ліс, Перещепинське болото) і відстоював доцільність їх існування. Згодом статус заповідників обласного значення отримали Карлівська цілина, Малоперещепинське болото і Парасоцький ліс.
Активна діяльність С. О. Іллічевського забезпечила відносну стабільність системи заповідників регіону в складні 30-ті роки XX століття.

## Закриття заповідника «Академічний степ»
У середині 1930-х років ВУАН відмовилася від керівництва заповідником, і, згідно з постановою РНК УРСР від 28 грудня 1935 р., він був переданий у керівництво місцевому колгоспу.

## Охорона природної території колишнього заповідника
23 лютого 1937 р. рішенням Харківського облвиконкому залишки цієї заповідної цілини увійшли до списку заповідників обласного значення. Це ж рішення продубльовано 17 січня 1938 р. постановою оргкомітету Верховної Ради УРСР у Полтавській області. Улітку 1957 р. комісія з охорони природи при АН СРСР запропонувала перспективний план створення нових заповідників у СРСР. Як філія Українського степового заповідника був запропонований степ біля Карлівки Полтавської області (залишки цілини колишнього заповідника «Академічний степ»).
Нині на території Карлівського району Полтавської області об'єкту природно-заповідного фонду із охорони степу в районі м. Карлівка не існує.

## Ресурси Інтернету
- Экспедиция Русского Географического Общества в степях Украины  [Архівовано 15 листопада 2015 у Wayback Machine.]
- Атака на заповедники